# Richard Arnold Shore
Richard Arnold Shore (18 de agosto de 1946) é um lógico matemático estadunidense. Trabalha principalmente com teoria da computabilidade.
Shore obteve um doutorado em 1972 no Instituto de Tecnologia de Massachusetts, orientado por Gerald Sacks, com a tese Priority Arguments in Alpha-Recursion Theory, onde foi a partir de 1968 assistente. Como pós-doutorado foi até 1974 instrutor na Universidade de Chicago e depois Professor Assistente, em 1978 Professor Associado e a partir de 1983 Professor da Universidade Cornell. Foi pesquisador visitante e professor visitante dentre outras na Universidade Harvard, Universidade Hebraica de Jerusalém, Universidade de Chicago, Instituto de Tecnologia de Massachusetts, Singapura, Siena e no Mathematical Sciences Research Institute.
Foi palestrante convidado (Invited Speaker) no Congresso Internacional de Matemáticos de 1983 em Varsóvia (The Degrees of Unsolvability: the Ordering of Functions by Relative Computability). Em 2009 foi Gödel Lecturer (Reverse Mathematics: the playground of logic). De 1984 a 1993 foi editor do periódico Journal of Symbolic Logic e de 1993 a 2000 do Bulletin of Symbolic Logic. É fellow da American Mathematical Society.

## Obras
- com Anil Nerode: Logic for Applications, Springer, 1993
- alpha-Recursion theory, in Jon Barwise (Editor): Handbook of mathematical logic, North Holland, 1977, p. 653